# Technische Hochschule Köln
Die Technische Hochschule Köln (TH Köln) ist mit über 21.000 Studierenden und 440 Professoren die größte Fachhochschule in der Bundesrepublik Deutschland. Die TH Köln bietet insgesamt rund 100 Bachelor- und Masterstudiengänge in Voll-, Teilzeit und als duales Studium an.

## Geschichte

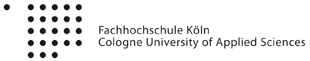
Ehemaliges Logo

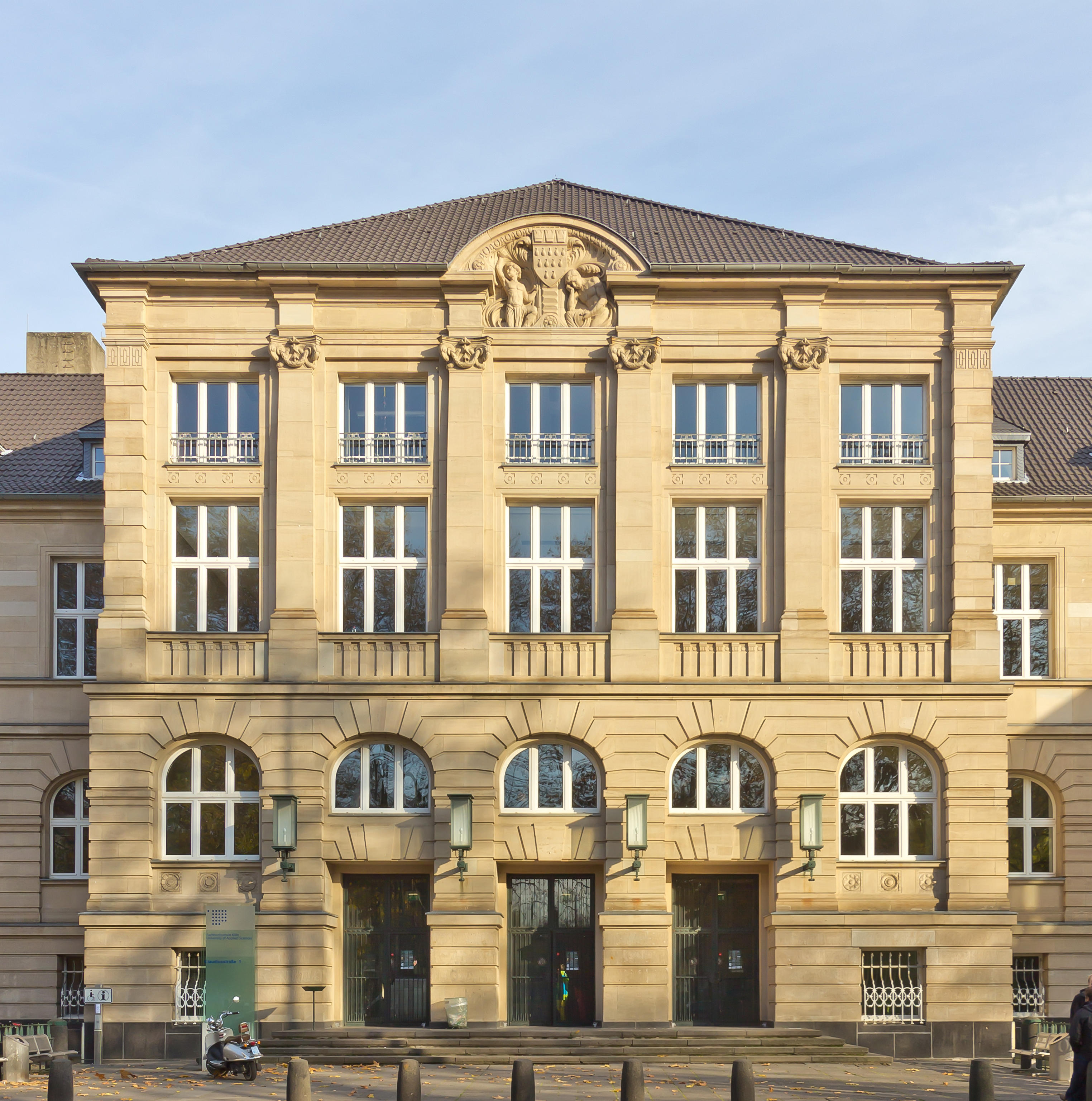
TH Köln – Campus Südstadt

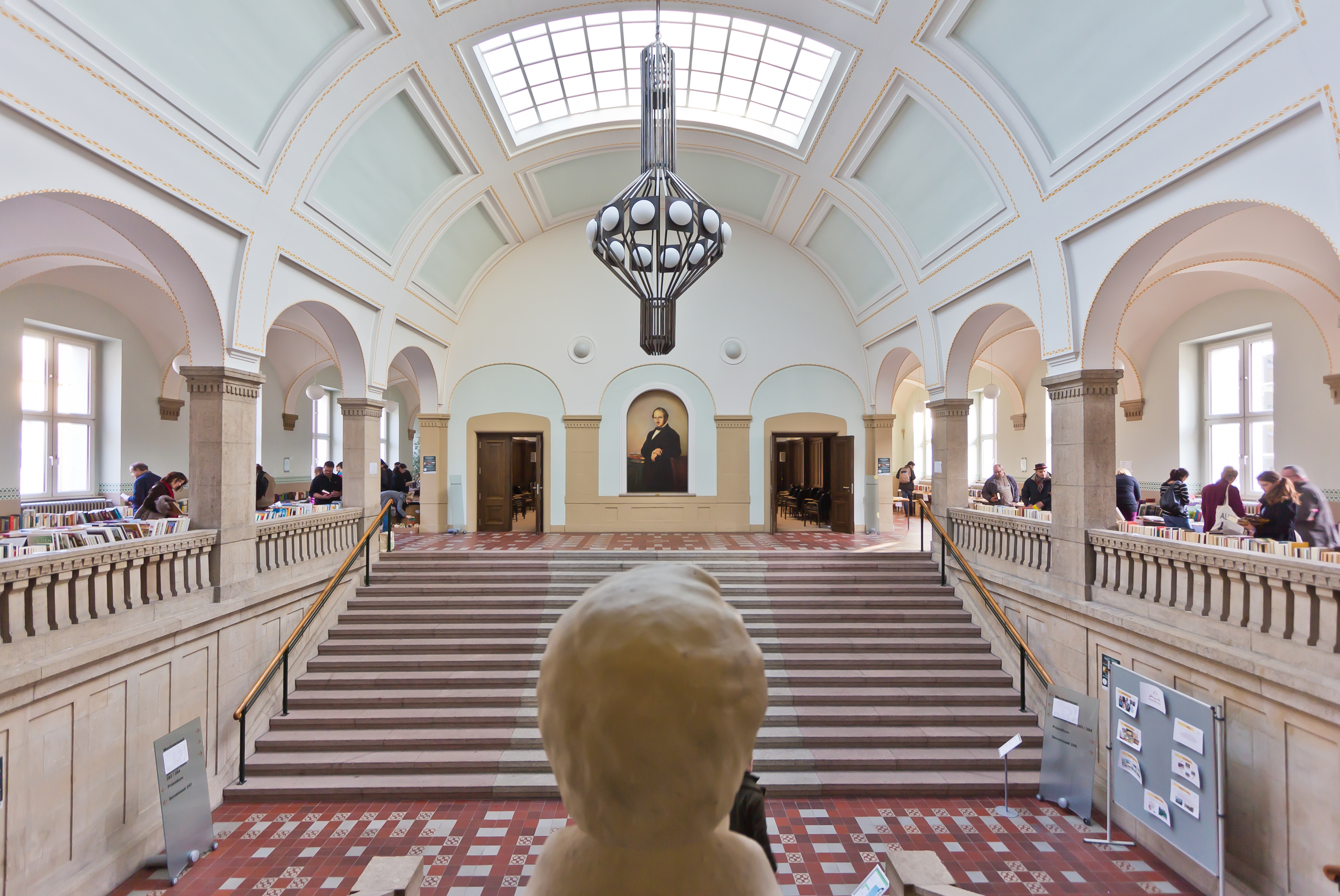
Zentrales Treppenhaus im Campus Südstadt

Einige Vorgänger-Einrichtungen lassen sich bis zur 1833 gegründeten „Königlichen Provinzial-Gewerbeschule“ zurückverfolgen.
Die Hochschule wurde am 1. August 1971 unter dem Namen Fachhochschule Köln (FH Köln) gegründet und gehört somit zu den Fachhochschulen der ersten Gründungswelle in Deutschland und zu den ersten Hochschulen in Nordrhein-Westfalen. Gründungsrektor war Johann Atrops. Wie damals üblich, wurden vorhandene Ausbildungseinrichtungen zu einer Fachhochschule verbunden. Dies waren:
- Staatliche Ingenieurschule für Maschinenwesen Köln I und Staatliche Ingenieurschule für Maschinenwesen Köln II
- Staatliche Ingenieurschule für Bauwesen Köln (vormalige Baugewerkschule Köln)
- Kölner Werkschulen
- Höhere Fachschule für Sozialarbeit Köln
- Höhere Wirtschaftsfachschule der Stadt Köln
- Höhere Fachschule für Dolmetscher und Übersetzer Köln
- Deutsche Versicherungsakademie Köln
- Staatliche Höhere Fachschule für Photographie Köln

Am 31. März 1995 wurde die Fachhochschule für Bibliotheks- und Dokumentationswesen (bis 1981 „Bibliothekar-Lehrinstitut des Landes Nordrhein-Westfalen“) als 22. Fachbereich „Bibliotheks- und Dokumentationswesen“ eingegliedert (heute in der „Fakultät 03“ integriert).
Am 8. Oktober 2014 bestätigte Christian Averkamp, Dekan am Campus Gummersbach, die Namensänderung von Fachhochschule Köln in TH Köln, welche bereits im Februar 2014 im Gespräch war. Der Name wurde im September 2014 durch eine Bekanntmachung in Technische Hochschule Köln geändert; genutzt wird der Name offiziell seit dem Wintersemester 2015/16, das am 1. September 2015 begann. Neben der Umbenennung erhielt auch das Corporate Design der Hochschule eine Überarbeitung und ein neues Logo. Den Status einer Fachhochschule behält die Hochschule weiterhin.

### Campus Südstadt
Die TH Köln hat ihren Hauptsitz am Römerpark in der Kölner Südstadt. Zum Hauptgebäude und Sitz der Verwaltung wurde das repräsentative 1907 für die damalige Handelshochschule Köln errichtete Gebäude bestimmt, die 1919 in die Universität zu Köln aufging. Diese nutzte das Gebäude bis 1934. Danach zog hier die Gauleitung des Gaus Köln-Aachen der Nationalsozialistischen Deutschen Arbeiterpartei, ein. Nach dem Kriege hatte u. a. die Lufthansa hier bis 1969 ihren Deutschlandsitz. Das Gebäude steht seit 1985 unter Denkmalschutz.
Am Eingang der TH Köln in der Claudiusstraße (Campus Südstadt, GWZ) befindet sich seit 2001 das Denkmal Namen der Autoren, eine Erinnerung an die Bücherverbrennung im Mai 1933 vor dem damaligen Universitätshauptgebäude, mit Namen von den Nazis verfemter Autoren, die mit Schrifteisen in Basaltlavaquader eingelassen sind und werden, eine Idee des Kunstkritikers Walter Vitt.

### Campus Deutz

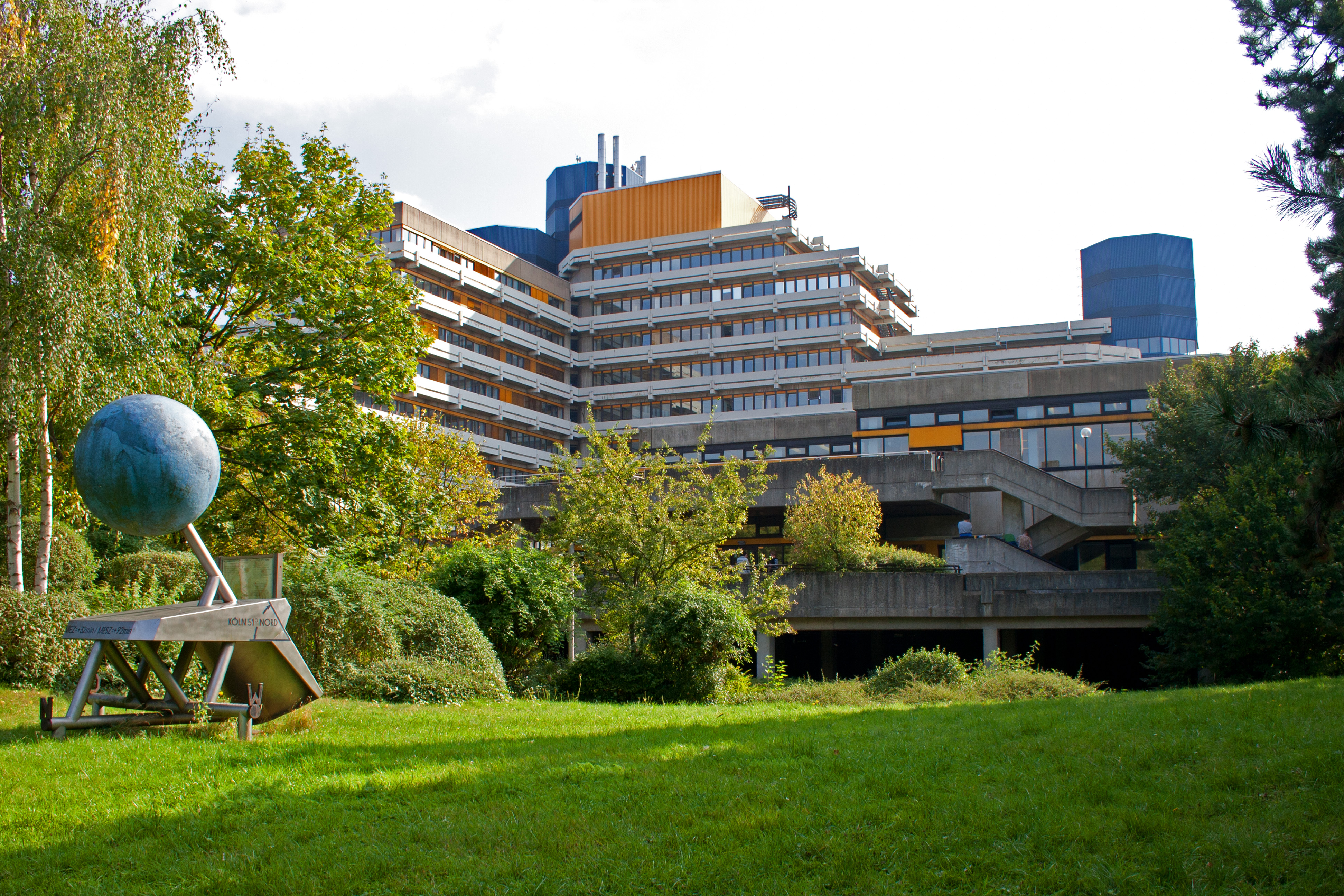
Campus Deutz

Das Hauptgebäude des Campus Deutz ist grundsanierungsbedürftig. Eine Sanierung im laufenden Studienbetrieb ist nach den Erfahrungen des Altbaus (dieser wurde in den Jahren 2005–2008 kernsaniert) nur mit erheblichen Einschränkungen möglich. Aufgrund der Umstellung des Abiturs von 13 auf 12 Jahre gibt es seit dem Jahr 2013 mehr Studienanfänger. Diese übersteigen die aktuellen Kapazitäten des Campus. Aus diesem Grund wurde über einen Neubau auf dem ehemaligen Gelände der Dom-Brauerei im Kölner Süden diskutiert. Dieser wäre dann in unmittelbarer Nachbarschaft zum Campus Südstadt, so dass ein einziger Campus in Köln entstehen würde. Diese Pläne wurden jedoch verworfen. Stattdessen wurde beschlossen, das alte Hauptgebäude des Campus Deutz abzureißen, jedoch in unmittelbarer Nähe auf einem noch freiwerdenden Grundstück neu zu errichten.
Mit einer Hochschulbaumodernisierungsvereinbarung über 280 Millionen Euro zwischen dem Land NRW, dem Bau- und Liegenschaftsbetrieb NRW und der TH wurde im Jahr 2016 die Finanzierung des IWZ-Neubaus zugesagt.
Ende 2016 gab die Hochschule bekannt, bis 2030 den Campus Deutz komplett neubauen zu wollen, hierfür sollen rund 80 Prozent der bisherigen Gebäude abgerissen werden. Erhalten bleiben sollen die Campusbibliothek sowie das Fakultätsgebäude für die Fachbereiche Architektur und Bauingenieurwesen, inklusive des angrenzenden Wasserbaulabors.
Hierfür wurden im Jahr 2016 Kosten in Höhe von 320 Millionen Euro veranschlagt. Das Gelände soll nach einem städtebaulichen Entwurf von 2012 (Kister Scheidhauer Gross) rund 100.000 Quadratmeter umfassen. Längere Verhandlungen mit den – z. T. öffentlichen – Eigentümern von Nachbargrundstücken, die hinzugekauft werden sollten, wurden bis 2016 abgeschlossen.
Da die Um- und Neubauten des Campus’ im laufenden Betrieb erfolgen sollen, wurde das Vorhaben in drei große Bauabschnitte aufgeteilt worden. Nach einem Architektenwettbewerb für die ersten beiden Neubauten im Jahr 2018 wurde Wulf Architekten mit „Gebäude A“ beauftragt, das Fakultäten, Hochschulverwaltung, Campus IT, Bibliotheksarchiv und die Technikzentrale beherbergen soll. Der Entwurf von Staab Architekten wurde für das neue Hörsaalzentrum ausgewählt. Grundsätzlich sollen alle neuen Gebäude vier- bis sechsgeschossig ausgeführt werden, um die Hochschule besser in den umliegenden Stadtteil zu vernetzen, als das mit dem denkmalgeschützten IWZ – einer „im Stadtteil Deutz thronenden Festung“ der Fall sei.
Im Jahr 2022 wurde mit dem Abriss der ersten Gebäude für den ersten Planungsabschnitt begonnen. Gemäß dem Zeitplan von 2022 soll erste Bauabschnitt bis 2028 dauern, der zweite bis 2036 und der dritte bis ins Jahr 2041.

### Campus Gummersbach
Der Campus Gummersbach wurde ursprünglich als „Staatliche Ingenieurschule für Maschinenwesen“ unabhängig von der TH Köln im April 1963 gegründet und war seit 1971 ein Teil der Fachhochschule Siegen-Gummersbach (später Universität/Gesamthochschule Siegen, heute Universität Siegen).
Erst Juni 1983 wurde daraus der Campus Gummersbach der TH Köln.
Im August 2007 fand schließlich der Umzug in einen Neubau auf dem Gummersbacher Steinmüller-Gelände statt.

### Campus Leverkusen
Die TH Köln, die IHK Köln und die Stadt Leverkusen haben einen Antrag auf Errichtung eines neuen Campus in Leverkusen bei der Landesregierung NRW gestellt. Diesem Antrag hat das nordrhein-westfälische Kabinett zugestimmt.
Damit entstanden zum Wintersemester 2009/2010 in den Studiengängen Technische und Pharmazeutischen Chemie neue Studienplätze. Diese Studiengänge waren bisher nicht im Angebot der TH Köln. Der neue Campus wird auf dem Gelände der neuen bahn stadt :opladen entstehen. Am 21. Juni 2014 übergab Minister Walter-Borjans den Förderbescheid, sodass mit dem Bau begonnen werden kann.  Bis zur Fertigstellung finden die Studienveranstaltungen im Chempark Leverkusen statt.
Zur Gründungsdekanin für die Fakultät für Angewandte Naturwissenschaften (F11) wurde Astrid Rehorek bestellt. Ihr folgte zum Wintersemester 2012/13 als erster gewählter Dekan Matthias Hochgürtel.
Zum Wintersemester 2022/23 startete der Hochschulbetrieb am neuen Campus Leverkusen.

## Struktur

### Präsidium
Die TH Köln wird von einem hauptamtlichen Präsidium geleitet.
- Präsidentin seit 1. Mai 2024: Sylvia Heuchemer
- Vizepräsidenten
  - Vizepräsident für Lehre und Studium: Axel Faßbender
  - Vizepräsident für Forschung und Wissenstransfer: N.N.
  - Vizepräsident für Wirtschafts- und Personalverwaltung (kommissarisch): Gerd Sadowski
  - Vizepräsident für Digitalität und Nachhaltigkeit (designiert): Christian Wolf

### Hochschulrat
Dem Hochschulrat der TH Köln gehören sechs externe Persönlichkeiten und zwei Hochschulangehörige an. Der Hochschulrat berät das Präsidium in strategischen Fragen und übt die Aufsicht über dessen Geschäftsführung aus. Die Mitglieder des Hochschulrats werden vom Ministerium für Innovation, Wissenschaft, Forschung und Technologie des Landes NRW für die Dauer von fünf Jahren ernannt. Sie üben ihre Arbeit ehrenamtlich aus.
Mitglieder des Hochschulrates sind seit dem 30. Januar 2023:
- Ulrich Radtke, Vorsitzender (Univ-Rektor i. R. und Seniorprofessor Universität Duisburg-Essen)
- Ulrike Lubek, Stellvertretende Vorsitzende (Direktorin des Landschaftsverbands Rheinland)
- Doris Aebi (Direktorin aebi+kuehni AG)
- Manfred Fischedick (Präsident und wissenschaftlicher Geschäftsführer, Wuppertal Institut für Klima, Umwelt, Energie gGmbH)
- Simone Fühles-Ubach (Institut für Informationswissenschaft, TH Köln)
- Sophie von Preysing (Landes- und Regionalgeschäftsführerin NRW, Malteser Hilfsdienst e. V.)
- Josef Steinhoff (Bauingenieurwesen, TH Köln)
- Marco Zingler (Geschäftsführender Gesellschafter, denkwerk GmbH)

### Senat
Der Senat setzt sich aus Mitgliedern der Hochschule (Professoren, Mitarbeiter, Studierende) zusammen und unterstützt das Präsidium bei seinen Aufgaben. Er kommt regelmäßig zu öffentlichen Senatssitzungen zusammen.

### Fakultäten
Die organisatorischen Grundeinheiten der TH Köln bilden die zwölf Fakultäten mit ihren zahlreichen Instituten. Die Fakultäten werden jeweils durch einen Fakultätsrat sowie einen Dekan oder ein Dekanat geleitet. Die Fakultäten bieten zurzeit insgesamt rund 100 Studiengänge an.

### Institute
Die Fakultäten bestehen wiederum aus Instituten, die nach fachlichen Gesichtspunkten gebildet wurden und jeweils von einer kleinen, mittleren oder auch großen Zahl von Professoren getragen werden. Dort sind auch bedarfsabhängig Mitarbeiter in Forschung und Lehre, Techniker und weiteres Fachpersonal angesiedelt. Jedes Institut wird von einem Gremium (Institutsvorstand mit Direktor) geleitet. Besonders die großen Institute – wie etwa das Institut für Informatik mit fast 30 Professuren – sind in der Regel noch in Labore unterteilt, die einzelne Kompetenzschwerpunkte repräsentieren und entsprechende Lehr- und Forschungsaktivitäten verantworten.

### Verwaltung und zentrale Einrichtungen
Die Verwaltung unterstützt alle Bereiche der Hochschule in der Erfüllung ihrer Aufgaben in Forschung und Lehre. Schwerpunktaufgaben sind hier etwa Studium und Lehre, beispielsweise Studierendensekretariat, Immatrikulation, Prüfungsordnungen, Forschungs- und Wissenstransfer, Kommunikation und Marketing, Internationale Angelegenheiten, Qualitätsmanagement, Personalservice, Finanzen, Planung und Controlling, Justiziariat, Bau- und Gebäudemanagement.
Zentrale Einrichtungen ergänzen das interne Dienstleistungsangebot der Hochschule. Dazu gehören etwa die „Campus IT“ zur Bereitstellung von Informationstechniken und -diensten, verschiedene technische Werkstätten sowie die Hochschulbibliothek.

## Fakultäten
Das Lehrangebot der TH Köln wird in den Fakultäten realisiert. Hier sind auch vielfältige Forschungsaktivitäten angesiedelt. Die Fakultäten sind zunächst im September 2002 aus den früheren Fachbereichen hervorgegangen. Damals wurden zehn Fakultäten gebildet. 2009 und 2019 kam zwei weitere Fakultäten hinzu.
Fakultäten (Stand 06/2024):
- Angewandte Naturwissenschaften[29]
- Angewandte Sozialwissenschaften[30]
- Anlagen, Energie- und Maschinensysteme[31]
- Architektur[32]
- Bauingenieurwesen und Umwelttechnik[33]
- Fahrzeugsysteme und Produktion[34]
- Informatik und Ingenieurwissenschaften[35]
- Informations- und Kommunikationswissenschaften[36]
- Informations-, Medien- und Elektrotechnik[37]
- Kulturwissenschaften[38]
- Raumentwicklung und Infrastruktursysteme[39]
- Wirtschafts- und Rechtswissenschaften[40]

## Institute und Einrichtungen

### Köln International School of Design (KISD)
Die KISD ist eine mehrfach ausgezeichnete Einrichtung der TH Köln, die Studiengänge im Design-Bereich anbietet.

### Cologne Institute for Architectural Design (CIAD)
Das Institut für Gestaltung ist ein Institut innerhalb der Fakultät für Architektur an der TH Köln. Der Fokus des Instituts liegt auf dem Experimentellen Entwerfen, Computational Design in Architecture, Corporate Architecture und der Gestaltung.

### Cologne Game Lab (CGL)
Im Cologne Game Lab (CGL), das in Kooperation mit der Internationalen Filmschule Köln betrieben wird, finden Aus- und Weiterbildungen für den Bereich Games, Spieleentwickler und Game-Design statt.

### Zentrum für Bibliotheks- und Informationswissenschaftliche Weiterbildung (ZBIW)
Das ZBIW ist ein Fortbildungsanbieter für Beschäftigte Öffentlicher und Wissenschaftlicher Bibliotheken und anderer Informationseinrichtungen. Die Angebote richten sich an Beschäftigte, die sich berufsbegleitend weiterqualifizieren möchten, sowie an Organisationen und Firmen. Das ZBIW ist Teil des Instituts für Informationswissenschaft der TH Köln.

### Forschungsinstitut STEPs
Das Sustainable Technologies and Computational Services for Environmental and Production Processes (STEPs) ist das erste Forschungsinstitut der TH Köln. Das Institut hat es sich zum Ziel gesetzt, nachhaltige Technologien für Umwelt und Produktion zu entwickeln. In interdisziplinären Projekten wird nach umweltgerechten, aber dennoch wirtschaftlichen Lösungen für Produktentwicklung und Verfahrensoptimierung geforscht. Ein weiteres Ziel ist die Förderung des wissenschaftlichen Nachwuchses.

## Forschung

### Forschungsschwerpunkte
In Forschung und Entwicklung hat sich die Hochschule folgende Schwerpunkte gesetzt:
- Analyse, Bewertung und Behandlung von Belastungen in Kanalisationen, Kläranlagen und Gewässern (ANABEL)
- Baudenkmalpflege und -dokumentation
- Business Transactions in Mobile Environments (BTME)
- Biologisch-chemische Prozesstechnik[42][43]
- Corporate Architecture
- Computational Services in Automation (COSA)
- Innovative Digital Signal Processing and Applications (DiSPA)
- Excellence in Automotive Systems Engineering – Interdisziplinäre Fahrzeugsystementwicklung
- Interkulturelle Kompetenz durch Personal- und Organisationsentwicklung
- Medizintechnik: Hochfrequenz- und Lasertechnik
- Mechanische Abfallaufbereitung[42]
- Membrantechnik[43]
- Nachhaltige Kreislaufwirtschaft[42]
- Next Generation Services in Heterogeneous Network Infrastructures (NEGSIT)
- Prozessautomatisierung[42] und Prozessoptimierung[43]
- Smart Building
- Software-Qualität
- Sozialraum-Management
- Thermochemie/ thermochemische Verfahren[42]
- Verteilte und mobile Applikationen
- Sicherheit in verteilten Systemen
- Sicherheit Service-Orientierter Architekturen
- Sicherheit REST-basierter Systeme
- Sicherheit in Webanwendungen
- Sicherheit für massiv-skalierbare Softwaresysteme (engl. Ultra Large Scale Systems (ULS))
- Gebrauchstaugliche Informationssicherheit
- Kölner Forschungsstelle für Medienrecht
- Wirkung virtueller Welten
- Wissensmanagement

### Weitere Kompetenzfelder
Weitere Forschungsbereiche und Kompetenzschwerpunkte:
- Computational Intelligence, Optimierung & Data-Mining (CIOP)
- Forschungskommunikation
- Fundraising
- Integriertes Wasserressourcenmanagement
- IT-Sicherheit und IT-Risikomanagement
- Medientechnologien
- Mikrosystemfertigung
- Optische Technologien

## Standorte

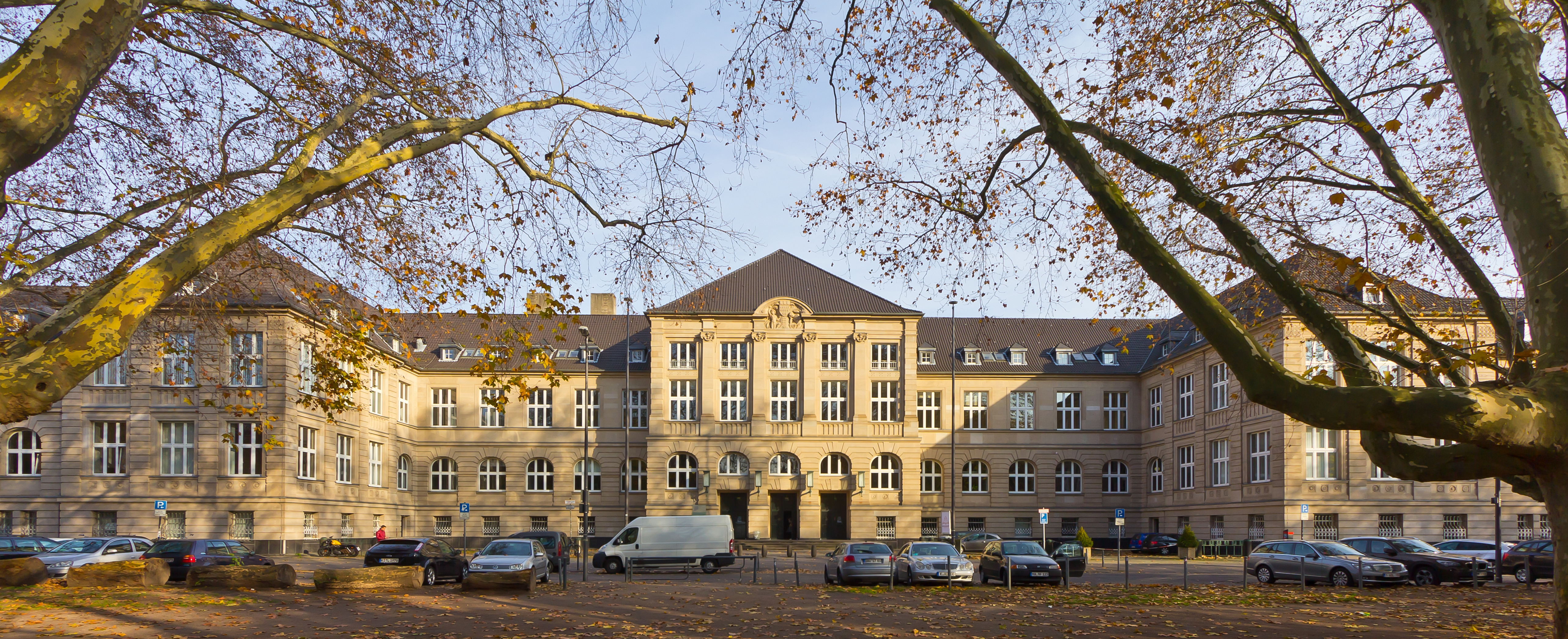
Campus Südstadt

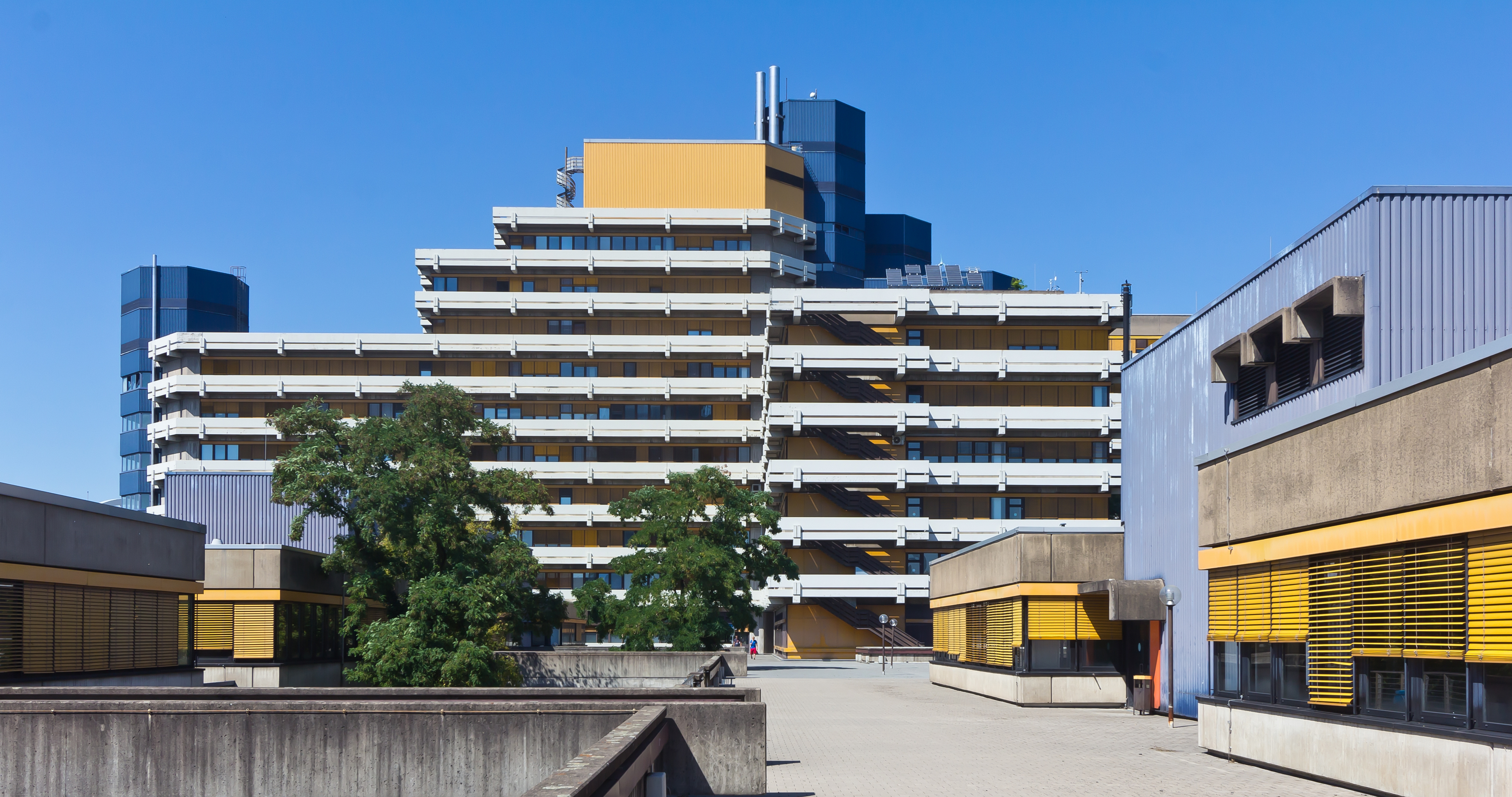
Campus Deutz

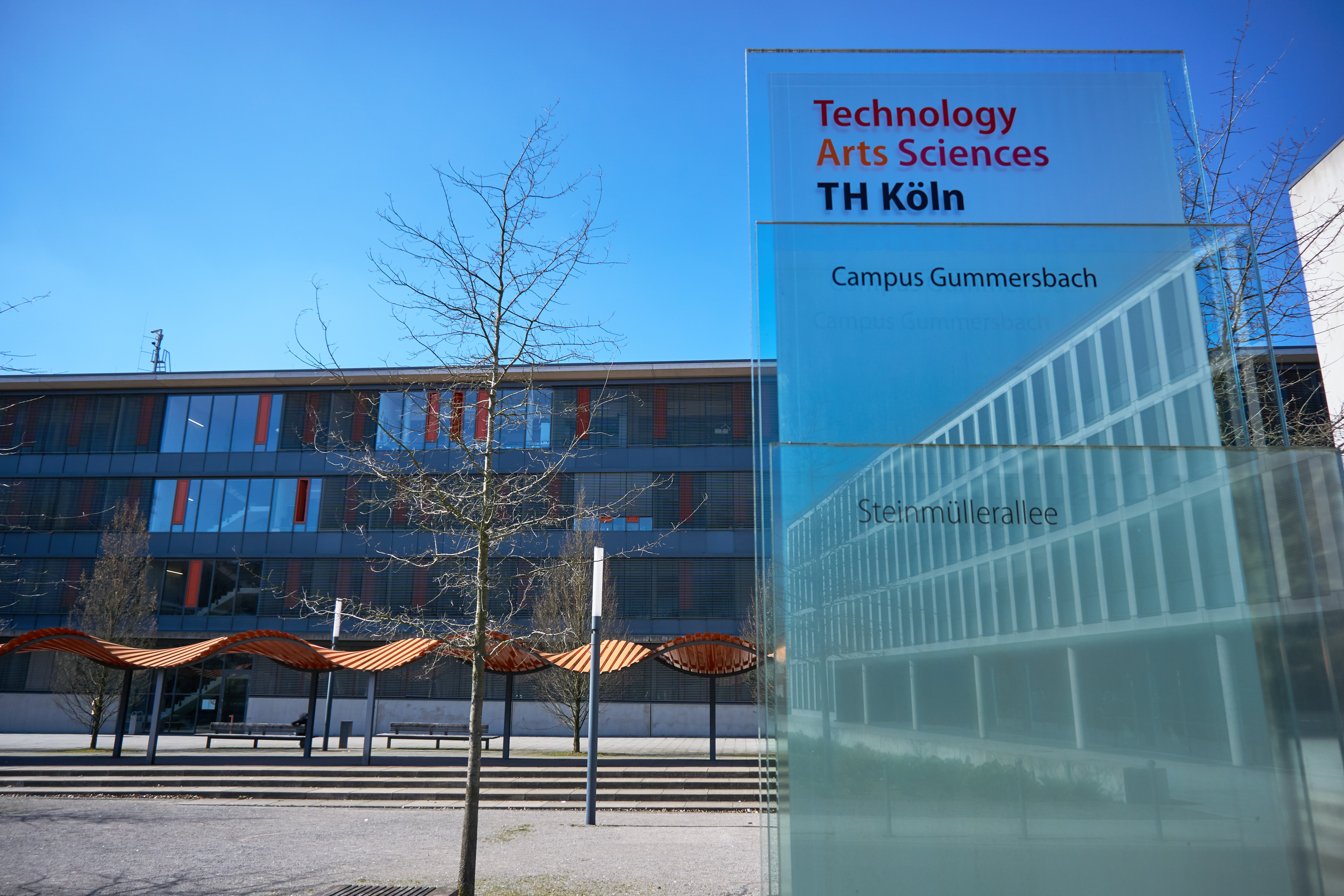
Campus Gummersbach

Die TH Köln verteilt sich auf fünf Standorte in drei Städten:

### Köln
- Campus Südstadt (Geisteswissenschaftliches Zentrum, GWZ)
  - Adressen: Claudiusstraße 1, Ubierring 40 und Ubierring 48 Köln-Südstadt sowie Gustav-Heinemann Ufer 54.
  - Fakultäten: F01, F02, F03, F04
  - Der Sitz der Hochschulverwaltung der TH Köln befindet sich am Gustav-Heinemann Ufer.

- Campus Deutz (Ingenieurwissenschaftliches Zentrum, IWZ)
  - Adresse: Betzdorfer Straße 2, Köln-Deutz
  - Fakultäten: F05, F06, F07, F08, F09, F12

- Standort Mülheim
  - Adresse: Schanzenstr. 28, Köln-Mülheim
  - Fakultät: F02, Cologne Game Lab

### Gummersbach
Etwa 3.800 Studierende im WS24/25
- Campus Gummersbach (CGM)
  - Adresse: Steinmüllerallee 1, Gummersbach
  - Fakultät für Informatik und Ingenieurwissenschaften

### Leverkusen
552 Studierende im WS24/25
- Campus Leverkusen (LEV)
  - Adresse: Campusplatz 1, Leverkusen-Opladen
  - Fakultät für Angewandte Naturwissenschaften

## International
Der internationale Name der Hochschule lautet TH Köln – University of Applied Sciences.
Das International Office bietet vielfältige Austauschmöglichkeiten mit 352 Partnerhochschulen in 94 Ländern auf allen Kontinenten. Des Weiteren ist die TH Köln eins von sieben Mitgliedern des Hochschulverbundes UAS7, dessen Ziel es ist, sieben führende deutsche Universities of Applied Sciences international zu vertreten. 

## Auszeichnungen/Ranking
Im CHE-Hochschulranking rangiert die TH Köln (Stand 2017) im Mittelfeld aller bewerteten Fachhochschulen. Für betriebswirtschaftliche Studiengänge landete die Fakultät für Wirtschaftswissenschaften (F04) im Jahr 2015 bundesweit auf dem dritten Platz.
In Umfragen unter Personalverantwortlichen belegt die TH seit etwa 10 Jahren regelmäßig Plätze in den Top 10 oder Top 5 in den Ingenieurwissenschaftlichen Fächern:
- Nach einer 2012 durchgeführten Umfrage unter Personalberatern liegt Betriebswirtschaftslehre an der TH Köln unter den drei besten Hochschulen, bei Elektrotechnik und Wirtschaftsinformatik unter den Top Fünf.[45]

- Im Universum Hochschulranking 2016 erreichte die TH Köln im Bereich Maschinenbau unter den Fachhochschulen den achten Platz.[46]

- Im Ranking der Wirtschaftswoche 2020 belegte die TH Köln in Betriebswirtschaftslehre den 6. Platz, in Informatik den 5. Platz, in Maschinenbau sowie in Wirtschaftsinformatik den 4. Platz und den 3. Platz in Elektrotechnik.[47]

2009 wurde die TH beim Wettbewerb für Exzellenz in der Lehre, den der Stifterverband für die Deutsche Wissenschaft und die Kultusministerkonferenz ausgelobt hatte, unter 108 Hochschulen für die Umsetzung ihres Konzepts Educational Diversity mit einer Million Euro ausgezeichnet. Hier werden den Studierenden auf einer Online-Plattform individuellere Lernmaterialien zur Verfügung gestellt.
Bereits 2014 schloss die damals noch Fachhochschule Köln, das Maschinenhaus-Transfer-Projekt mit dem Verband Deutscher Maschinen- und Anlagenbau (VDMA) ab. Ziel des Projekts ist es den Studienerfolg durch eine verbesserte Studiengangsplanung durch die sog. Curriculumswerkstatt zu erhöhen.

## Hochschulleben

### Studentische Vereinigungen
Die Hochschule trägt seit 2019 der Existenz studentischer Vereinigungen an der TH Köln durch eine Eintragungsordnung Rechnung, auf deren Grundlage sie ein beim Präsidium geführtes Verzeichnis über die an der TH Köln anerkannten studentischen Vereinigungen führt. Das Verzeichnis ist öffentlich einsehbar. Die studentischen Vereinigungen tragen zur politischen Willensbildung in der Studierendenschaft bei und sind nach § 53 Abs. 3 HG als Bestandteil des Hochschullebens gesetzlich anerkannt. Studentische Vereinigungen im Sinne dieser Ordnung sind freiwillige Zusammenschlüsse, die Studierende der TH Köln mit dem gemeinsamen Ziel insbesondere der Wahrnehmung ihrer fachlichen, hochschulpolitischen, sportlichen und sozialen Interessen und zur Förderung der politischen Bildung, des staatsbürgerlichen Verantwortungsbewusstseins und der Bereitschaft ihrer Mitglieder zur Toleranz auf der Grundlage der verfassungsmäßigen Ordnung bilden. Als erste eingetragene studentische Vereinigung wurde mit Beschluss der Hochschulleitung vom 11. November 2020 die Juso-Hochschulgruppe TH Köln zugelassen. Inzwischen gibt es dort weitere studentische Vereinigungen. Darüber hinaus bestehen nicht eingetragene studentische Initiativen, Gruppierungen und Angebote.

### Studentische Initiativen
- Pamoja, Buddyprogramm Buddyprogramm für geflüchtete Studieninteressierte
- Karibu, Buddyprogramm Patenschaften zwischen Studierenden der TH Köln und internationalen Studierenden
- Bücherbörse Charity-Flohmarkt
- Green Office Initiative, Förderung der Nachhaltigkeit an der TH Köln
- Nightline Köln, Zuhör- und Infotelefon von und für Studierende
- eMotorsports Cologne, Studentisches Rennteam
- Entrepreneurs Club Cologne, Verein für Gründungsinteressierte und Gründer
- OFW Organisationsforum, Wirtschaftskongress
- IAESTE Lokalkomitee, internationale Vermittlung von Praktika für Studierende[50]
- TV Prakt Köln, studentische Initiative für eine faire Vergütung im Praxisstudium[51]

Die TH Köln besitzt ein eigenes Motorsport-Rennteam, das 2006 als FH Köln Motorsport e. V. gegründet wurde. Als einziges studentisches Rennteam wird ein Tourenwagen eingesetzt. Kooperationen bestehen mit Honda, Ford und Audi, mit deren Wagen man auch an der VLN Langstreckenmeisterschaft Nürburgring teilnimmt.

### Hochschulgemeinden und religiöse Gruppen
- Evangelische Studierendengemeinde
- Katholische Hochschulgemeinde

### Studierendenschaft
Die Organe der Studierendenschaft der TH Köln sind:
1. das Studierendenparlament (StuPa)
2. der Allgemeine Studierendenausschuss (AStA)
Die Studierendenschaft der TH Köln gliedert sich in zuletzt 22 (Stand 2018) Fachschaften. Die Fachschaftsräte sind das geschäftsführende Organ jeder Fachschaft. Diese organisieren nicht nur die Einführungsveranstaltungen für Erstsemester und die Fachschaftspartys oder geben teilweise Lernmaterialien und Skripte an Studierende heraus. Sie nehmen insgesamt deren Aufgaben wahr und führen die Beschlüsse der Fachschaftsvollversammlung aus.
Die Fachschaftsvertreter*innenkonferenz (FSVK) ist ein autonomes studentisches Gremium der TH Köln und dient der Koordination, Information und Meinungsbildung unter den Fachschaftsräten. Ihr Sprecher*innen-Rat vertritt die FSVK gegenüber der Öffentlichkeit, Hochschulleitung, der Verwaltung und den Organen der studentischen Selbstverwaltung der TH Köln.

### Studiengebühren und Semesterticket
Mit der Abschaffung von Studiengebühren in Nordrhein-Westfalen erhebt die Technische Hochschule Köln seit dem Wintersemester 2011/12 keine Studiengebühren mehr. Es ist jedoch ein Semesterbeitrag in Höhe von ca. 303,30 € (SoSe 2024) zu bezahlen. In diesem Beitrag ist das Semesterticket bereits inklusive. Seit dem SoSe 2024 gilt dieses als Deutschlandticket (Anteil im SoSe 2024: 176,40 €). Seither kann abends und am Wochenende keine weitere Person kostenfrei im Verkehrsverbund Rhein-Sieg (VRS) mitgenommen werden, wie dies noch im regionalen Semesterticket der Fall war. Durch eine Kooperation der Studierendenschaft mit Nextbike kann deren Leihradangebot (ehemals KVB-Rad) 30 Minuten pro Fahrt kostenfrei genutzt werden. Der restliche Teil des Semesterbeitrags (SoSe 2024: 15,90 €) entfällt auf die Studierendenschaft (inkl. Solidaritätsbeitrag und Hochschulsport) und die Betreuung der Studierenden durch das Kölner Studierendenwerk („Sozialbeitrag“ SoSe 2024: 110,-€). Die aktuelle Höhe der Semesterbeiträge wird in der jeweils gültigen Beitragsordnung der Studierendenschaft festgeschrieben und in den amtlichen Mitteilungen der Hochschule veröffentlicht.

## Sonstiges

### Graduierteninstitut NRW und Promotion
Die TH Köln ist Mitglied des Graduierteninstituts NRW. Das Institut wurde am 11. Juli 2019 infolge einer Änderung des Hochschulgesetzes in ein rechtlich selbstständiges Promotionskolleg überführt. Das Graduierteninstitut ermöglicht und vermittelt in erster Linie kooperative Promotionen.

## Bekannte Absolventen
- Thomas Baumgärtel (* 1960), Künstler
- Jürgen Becker (* 1959), Kabarettist
- Achim Berg (* 1964), Corporate Vice President Mobile Communications Business & Marketing der Microsoft Corporation (bis 2010 Vorsitzender der Geschäftsführung der Microsoft Deutschland GmbH)
- Hans Delfosse (* 1950), Maler und Grafiker
- Herbert Funke und Philipp Will, Gründer der Automarke Young Engineers Sportscar
- Peter Füssenich (* 1971), Architekt, Denkmalpfleger und Kölner Dombaumeister
- Moritz Hellfritzsch (* 1983), Regisseur und Autor
- Heike Henkel (* 1964), Hochspringerin
- Markus Höffer-Mehlmer (* 1958), Kabarettist, Publizist und Erziehungswissenschaftler
- Róbert Juharos (* 1968), ungarischer Politiker, Rechtsanwalt und Bürgerrechtler
- Monika Piel (* 1951), Intendantin des WDR
- Nicolas Raeder, Mitbegründer und Teamchef von Raeder Motorsport
- Gerd Rosendahl (* 1956), ehemaliger deutscher Handball-Nationalspieler und Unternehmer[56]
- Wolfgang Rudolph (* 1944), Fernsehmoderator und Pionier des deutschen Computerjournalismus
- Volker Saul (* 1955), Bildhauer und Maler
- Oren Schmuckler (* 1954), Fotograf, Filmemacher und Regisseur
- Elfi Scho-Antwerpes (* 1952), Politikerin (SPD) und Bürgermeisterin von Köln
- Bodo B. Schlegelmilch, Professor für internationales Marketingmanagement und Chair of AMBA
- Rosemarie Trockel (* 1952), Künstlerin, bis 2016 Professorin an der Kunsthochschule Düsseldorf